# Phanoperla belalong
Phanoperla belalong és una espècie d'insecte plecòpter pertanyent a la família dels pèrlids.

## Etimologia
El seu nom científic fa referència a l'indret on fou trobat originalment, Sungai Belalong, i el Kuala Belalong Field Studies Centre.

## Descripció
- Els adults presenten un color marró groguenc pàl·lid, el cap marró, els ocels gairebé en contacte i les ales pàl·lides amb la nervadura de color ambre.
- Les ales anteriors dels mascles fan 7,5 mm de llargària.[5]

## Distribució geogràfica
Es troba a Malèsia: l'illa de Borneo, incloent-hi Brunei.